# Myiopharus neilli
Myiopharus neilli är en tvåvingeart som beskrevs av O'hara 2007. Myiopharus neilli ingår i släktet Myiopharus och familjen parasitflugor. Inga underarter finns listade i Catalogue of Life.